# Aedes gombakensis
Aedes gombakensis é um espécie de mosquito do Género Aedes, pertencente à família Culicidae.